# スマトラ島沖地震 (2010年5月)
スマトラ島沖地震（スマトラとうおきじしん）は、2010年5月9日05時59分42秒（UTC、現地時間12時59分42秒、日本時間14時59分42秒）に発生したインドネシアのスマトラ島付近を震源とする地震。モーメントマグニチュード (Mw) は7.2。スマトラ島付近では前月の地震に続いての発生となった。

## 概要
今回の地震は、インド・オーストラリアプレートがスンダプレートに沈み込む地帯で発生した。この境界付近では、インド・オーストラリアプレートがスンダプレートに対して年間約6cmから6.5cmで沈み込んでいる。
スマトラ島付近では、2000年以降（特に2004年以降）大規模な地震が頻発し被害が出ている。この地震の震源のすぐ南には、大津波で甚大な被害を出した2004年のスマトラ島沖地震の震源がある。また、2010年にはスマトラ島付近で4月と10月にもそれぞれMw7.8、7.7の地震が発生している。